# Electrocito

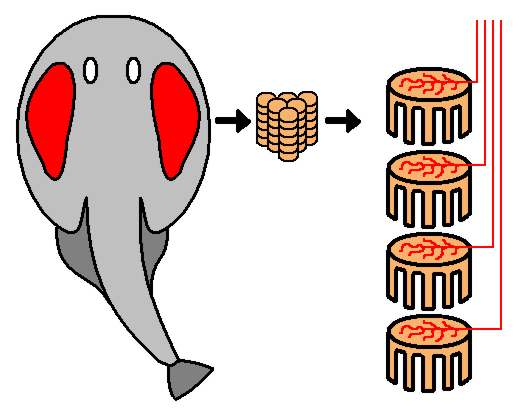
Raya eléctrica (pez torpedo) mostrando la localización del órgano eléctrico y los electrocitos apilados.

El electrocito o electroplaca es un órgano eléctrico de origen miogénico, utilizado por anguilas eléctricas, rayas eléctricas, peces gato y otros peces eléctricos, para generar un campo eléctrico.

## Electrocitos
El electrocito es una célula usada por la raya eléctrica (Torpediniformes), Electrophorus electricus (anguila eléctrica) y otros pez gato para electrogénesis y electrorrecepción. Son células en forma de discos que están dispuestas en una secuencia de manera similar a una batería eléctrica. Pueden tener miles de esas células, produciendo cada una 0,15 V. Las células funcionan por bombeo positivo de iones sodio y potasio fuera de la célula, vía transporte de proteínas potenciado por adenosín trifosfato. Los electrocitos postsinápticamente, trabajan como un tejido muscular. Tienen receptor nicotínico acetilcolina. Y estas estructuras celulares se usan en estudios debido a su parecido con las uniones nervio-musculares. 

### Disparo o descarga
Para descargar los electrocitos en el momento correcto, la anguila eléctrica usa su núcleo disparador, un núcleo de neuronas. Cuando la anguila encierra a su presa, las neuronas disparan y la acetilcolina subsecuentemente emitida de las neurona electromotor a los electrocitos, resultan en una descarga del órgano eléctrico.

### Localización
En las Torpediniformes eléctricas (raya torpedo), las electroplacas se encuentran cerca de los músculos pectorales y de las branquias. En todos los demás peces, están cerca de la cola. En un género, Malapterurus (pez gato), los órganos eléctricos no están hechos de electroplacas individuales, sino producidos por cargas en el epitelio, específicamente en la piel.

## Descarga del órgano eléctrico
La descarga del órgano eléctrico (DOE) es generada por los órganos de animales como los peces gato. En algunos casos la descarga es fuerte y usada para protección de predadores; en otros casos es débil y la usan para navegación y comunicación.